# W głębinie syberyjskich rud
[W głębinie syberyjskich rud...], także Pismo na Sybir, ros. [Во глубине сибирских руд...], [Wo głubinie sibirskich rud…] – wiersz Aleksandra Puszkina, napisany w 1827 roku. Utwór został adresowany dekabrystom, którzy zostali zesłani na Syberię. Opublikowany w 1856 roku.

## Geneza
Po upadku powstania dekabrystów w 1825 roku buntownicy zostali zesłani na Syberię. Część z nich Puszkin znał osobiście, na przykład, Wilhelma Küchelbeckera i Iwana Puszczyna. Poeta napisał wiersz [W głębinie syberyjskich rud...], który miał za zadanie podnieść na duchu przyjaciół. Przekazał go wraz z wierszem do Iwana Puszczyna [Mój pierwszy przyjacielu, mój przyjacielu bezcenny...] ([Мой первый друг, мой друг бесценный...]) przez Aleksandrę Murawjową, która udała się na zesłanie za mężem Nikitą Murawjowem.
Wiersz był rozpowszechniony w odpisach. Opublikowano go dopiero w 1856 roku. Autograf utworu nie zachował się. Tekst zrekonstruowano na podstawie kopii, należących do Dołgorukowa, Puszczyna, Tichonrawowa, Bartieniewa.

## Tytuł wiersza
Podczas przepisywania utworowi nadawano różne tytuły, pełniące czasem funkcję komentarza. Ogólnie znanych jest 11 tytułów, dla przykładu: Do męczenników 1826 roku (К страдальцам 1826-го года), Na Syberię zesłanym po 14 grudnia (В Сибирь сосланным после 14 декабря), Podczas posłania Cyganów i 2 części Oniegina do Azji (При посылке Цыган и 2 главы Онегина в Азию) itd.

## Treść
Podmiot liryczny nakazuje przebywającym na Syberii zesłańcom dumnie milczeć i obiecuje, że ich wysiłek nie popadnie w zapomnienie. Najdejdzie pora, gdy nadzieja na radość spełni się. Pokonawszy przeszkody, dotrze do nich miłość i przyjaźń, podobnie jak dociera wołanie podmiotu lirycznego. Runą ściany więzienne, spadną kajdany, a przy wyjściu powita ich wolność i będą mogli walczyć o swoje ideały. Podmiot liryczny łączy się w nieszczęściu z adresatami utworu. Wieści, że nastąpi zwycięstwo ich ideałów.

## Recepcja wiersza
Znana jest odpowiedź zesłańców do poety. Wiersz napisał Aleksandr Odojewski. Zawarł w nim zapewnienia, że słowa poety dotarły do zbiorowego podmiotu lirycznego (dekabrystów). Powraca do wydarzeń sprzed uwięzienia, gdy zamiast mieczy otrzymali kajdany, jednak są z tego dumni i w więzieniu naśmiewają się z władzy. Wyraża nadzieję, że wysiłek buntowników nie zostanie zapomniany i kiedyś naród powstanie. Wówczas łańcuchy zostaną przekute na nowe miecze, które będą użyte przeciwko carowi.